# Ліваї
Ліваї́ (фр. Livaie) — колишній муніципалітет у Франції, у регіоні Нормандія, департамент Орн. Населення — 203 осіб (2011).
Муніципалітет був розташований на відстані близько 180 км на захід від Парижа, 80 км на південь від Кана, 14 км на північний захід від Алансона.

## Історія
До 2015 року муніципалітет перебував у складі регіону Нижня Нормандія. Від 1 січня 2016 року належав до нового об'єднаного регіону Нормандія.
1 січня 2019 року Ліваї, Фонтене-ле-Луве, Лонгное i Сен-Дідьє-су-Екув було об'єднано в новий муніципалітет Л'Оре-д'Екув.

## Демографія
Динаміка населення (EHESS і INSEE ):
Розподіл населення за віком та статтю (2006):
| Стать | Всього | До 15 років | 15-24 | 25-44 | 45-64 | 65-85 | Понад 85 |
| --- | ------ | ----------- | ----- | ----- | ----- | ----- | -------- |
| Чоловіки | 80     | 16          | 8     | 16    | 32    | 8     | 0        |
| Жінки | 88     | 8           | 8     | 24    | 32    | 16    | 0        |
| \| Статево-вікова піраміда \| Статево-вікова піраміда \| Статево-вікова піраміда \| \| ----------------------- \| ----------------------- \| ----------------------- \| \| Чоловіки \| Вік \| Жінки \| \| 0 \| 85 + \| 0 \| \| 4 \| 80-84 \| 0 \| \| 0 \| 75-79 \| 8 \| \| 4 \| 70-74 \| 0 \| \| 0 \| 65-69 \| 8 \| \| 8 \| 60-64 \| 4 \| \| 4 \| 55-59 \| 8 \| \| 0 \| 50-54 \| 12 \| \| 20 \| 45-49 \| 8 \| \| 0 \| 40-44 \| 4 \| \| 8 \| 35-39 \| 8 \| \| 4 \| 30-34 \| 4 \| \| 4 \| 25-29 \| 8 \| \| 0 \| 20-24 \| 0 \| \| 8 \| 15-20 \| 8 \| \| 8 \| 10-14 \| 4 \| \| 0 \| 5-9 \| 4 \| \| 8 \| 0-4 \| 0 \| |        |             |       |       |       |       |          |
| Статево-вікова піраміда |        |             |       |       |       |       |          |
| Чоловіки | Вік    | Жінки       |       |       |       |       |          |
| 0 | 85 +   | 0           |       |       |       |       |          |
| 4 | 80-84  | 0           |       |       |       |       |          |
| 0 | 75-79  | 8           |       |       |       |       |          |
| 4 | 70-74  | 0           |       |       |       |       |          |
| 0 | 65-69  | 8           |       |       |       |       |          |
| 8 | 60-64  | 4           |       |       |       |       |          |
| 4 | 55-59  | 8           |       |       |       |       |          |
| 0 | 50-54  | 12          |       |       |       |       |          |
| 20 | 45-49  | 8           |       |       |       |       |          |
| 0 | 40-44  | 4           |       |       |       |       |          |
| 8 | 35-39  | 8           |       |       |       |       |          |
| 4 | 30-34  | 4           |       |       |       |       |          |
| 4 | 25-29  | 8           |       |       |       |       |          |
| 0 | 20-24  | 0           |       |       |       |       |          |
| 8 | 15-20  | 8           |       |       |       |       |          |
| 8 | 10-14  | 4           |       |       |       |       |          |
| 0 | 5-9    | 4           |       |       |       |       |          |
| 8 | 0-4    | 0           |       |       |       |       |          |

## Економіка
2010 року серед 115 осіб працездатного віку (15—64 років) 91 була активною, 24 — неактивними (показник активності 79,1%, у 1999 році було 75,7%). З 91 активної мешканців працювали 84 особи (41 чоловік та 43 жінки), безробітними було 7 (7 чоловіків та 0 жінок). Серед 24 неактивних 9 осіб було учнями чи студентами, 6 — пенсіонерами, 9 були неактивними з інших причин.

У 2010 році в муніципалітеті числилось 80 оподаткованих домогосподарств, у яких проживали 197,0 особи, медіана доходів виносила 13 557 євро на одного особоспоживача